# Jean-Claude
Jean-Claude egy kitalált személy, Laurell K. Hamilton Anita Blake, vámpírvadász sorozatának egyik főhőse. Mestervámpír, St. Louis Város Ura, valamint számos szórakozóhely tulajdonosa.
A regények egy olyan alternatív világban játszódnak, ahol a természetfeletti lények és jelenségek a mindennapi élet megszokott részét képezik. A történet az Amerikai Egyesült Államokban, azon belül pedig főként St. Louisban játszódik.

## Képességei
Jean-Claude mestervámpír, Belle Morte vérvonalából származik, a teremtője egy Lissette nevű vámpír. A pontos kora ismeretlen, mert Jean-Claude képes elrejteni a valódi korát, idősebbnek vagy fiatalabbnak tettetni magát. A sorozat kezdetén 205 évesnek vallja magát, a könyvekben legtöbbször „több mint 400 éves”-ként hivatkoznak rá. A Haláltánc című kötetben Jean-Claude azt állítja, hogy 600 éve nem álmodott, és az egyik vámpír barátja is megerősíti, hogy 600 éve ismerik egymást. Tehát a kora 400 és 600 év között lehet. Vámpírrá a harmincas évei elején változtatták.
Mestervámpírként számos képességgel rendelkezik. Erősebb és gyorsabb az átlagos embereknél, a pillantásával képes megigézni és manipulálni a halandókat. A hangjával tökéletesen képes érzékeltetni a kéjvágyat, csábítást, ehhez hasonló pozitív érzelmeket. Hívóállatai a vérfarkasok. A halandó szolgájával és a hívóállatával együtt képes volt létrehozni egy triumvirátust, amely nagyon ritka jelenség és megnövelte mindhármuk erejét. Az Égkék Bűnök című kötetben Jean-Claude sourdre de sanggá, azaz a saját vérvonalának fejévé tudott válni. Mivel Belle Morte vérvonalából származik, speciális vérvonalképességgel is rendelkezik, ez az ő esetében az ardeur. Ez lényegében azt jelenti, hogy a véren kívül kéjvággyal is tud táplálkozni.
Ezen kívül Jean-Claude kifejezetten jó vezetői képességekkel rendelkezik, valamint kiváló taktikai és diplomáciai érzéke van.

## Megjelenése
Nagyjából 180 centi magas, vonzó férfi. Haja fekete és göndör, nagyjából a derekáig ér (fokozatosan növesztette egyre hosszabbra Anita kedvéért). Szeme sötétkék, akár az éjszakai égbolt, már majdnem fekete. Bőre, lévén vámpír, sápadt és teljesen fehér. Alkata kecses, arca gyönyörű, de még épp férfias. Hosszú, arisztokratikus ujjai vannak. A mellkasa bal oldalán kereszt alakú sebhely található. Szűk bőrnadrágokban és csipkés ingekben mutatkozik leggyakrabban, azonban a ruhatára hatalmas és változatos.

## Személyisége
Titokzatos, nem sűrűn fedi fel a valódi tulajdonságait vagy az érzelmeit. Vezetőként gyakorlatias és kegyetlen is tud lenni, bár a többi Város Ura szentimentálisnak tartja, mert sokkal „emberibb”. Nagyon ambiciózus, a hatalom és az erő motiválja leginkább, azonban a megszerzett erőt inkább defenzív módon kívánja felhasználni. Jó diplomáciai érzékkel rendelkezik, megfontolt, óvatos, remek stratéga. Manipulatív, általában úgy tud másokat felhasználni a saját céljai elérésére, hogy azok észrevennék.
A legtöbb Belle Morte vérvonalából származó vámpírhoz hasonlóan ő is kacér és hiú. Tisztában van a saját vonzerejével és ki is használja azt, azonban komoly önuralommal rendelkezik. (Pl. éveken keresztül el tudta titkolni Anita elől az ardeur-t, a köztük lévő szexuális feszültség és vonzalom ellenére is.)

## Élettörténete
Jean-Claude Franciaországban született egy földpadlós parasztházban, feltételezhetően az 1400-as években. Egy arisztokrata család nevelte fel. A család egyetlen fiával éppen egyidős volt, mindent megkapott, amit a fiú is, tanárokat, ruhákat, úri neveltetést. Azonban, ha a fiú valami rosszat csinált, Jean-Claude-ot büntették meg helyette. A hátán több korbácsnyom is található. A harmincas évei elején egy Lissette nevű vámpír változtatta át, az első ura pedig Julien nevű vámpír volt. Belle Morte udvarába csak 5 évvel később került. 
Jean-Claude később ott találkozott Asherrel, akivel a legjobb barátok (és szeretők) lettek. Asher halandó szolgájával, Juliannával hárman elhagyták Belle Morte udvarát, hogy együtt utazzák át Európát. Jean-Claude úgy emlékszik vissza erre az időszakra, mint élete legboldogabb 20 évére.
Később azonban az egyház elfogta és megkínozta Ashert, Juliannát pedig boszorkányság vádjával máglyahalálra ítélték. Jean-Claude túl későn ért oda, így csak a félig megnyomorított Ashert tudta megmenteni. A barátja életéért cserébe 100 év szolgaságot ajánlott, azonban Asher nem tudta megbocsátani Jean-Claude-nak Julianna halálát, így a barátságuk tönkrement. Jean-Claude a megkeseredett és elcsúfított Ashert hátrahagyva elhagyta Belle Morte udvarát, és elhajózott Amerikába.
St. Louis-ban megismerkedett Anita Blake-kel, akinek a segítségével végül a Város Urává vált. Lépésről lépésre növelte a hatalmát és építette fel a birodalmát. A Gyilkos tánc című kötetben Anita Blake-kel és Richard Zeemannal létrehozott egy triumvirátust.
Az Égő Áldozatok című könyvben újra találkozik Asherrel, akivel végül kibékülnek, a vámpír pedig ottmarad Jean-Claude szárnysegédjeként St. Louis-ban.
Minden Sötétségek Öreganyjának ébredésével az Egyesült Államokban is formálódni kezd egy Vámpírok Tanácsa, amelynek az elnöki posztjára Jean-Claude a legvalószínűbb jelölt.

## Szerepe a regényekben
Jean-Claude már a legelső kötetben, a Bűnös Vágyakban is felbukkant, és (legalább említés szintjén) az összes többi könyvben is megjelenik. Keveset vagy csak említés szintjén szerepel: Sápadt Hold, Obszidián Pillangó, Micah, Fekete Vér, Fogat Fogért, Végzetes Flört.